# ムハンマド2世 (ナスル朝)
ムハンマド2世（アブー・アブドゥッラー・ムハンマド・ブン・ムハンマド, アラビア語: أبو عبد الله محمد بن محمد, ラテン文字転写: Abū ʿAbd Allāh Muḥammad b. Muḥammad, 1235年もしくは1236年 - 1302年4月8日）、またはラカブでアル＝ファキーフ（アラビア語: الفقيه, ラテン文字転写: al-Faqīh,「イスラーム法学者」の意）は第2代のナスル朝グラナダ王国の君主である（在位：1273年1月22日 - 1302年4月8日）。ムハンマド2世は自国よりも大きな隣国であったキリスト教国のカスティーリャ王国とモロッコのイスラーム教国のマリーン朝、さらにはかつてのナスル朝の同盟者であるアシュキールーラ家との抗争に対処しつつ父親が築いた国家の基盤を固め、ナスル朝の独立を維持することに成功した。

## 概要
父親のムハンマド1世の下でワズィール（宰相）を務め、指導者としての経験を積んだムハンマドは1273年1月に父親の死去を受けて君主の地位を継承した。その後カスティーリャ王アルフォンソ10世と条約の交渉を行い、カスティーリャは貢納と引き換えにナスル朝と対立していたアシュキールーラ家への支援を打ち切ることに同意した。しかし、カスティーリャは貢納金を受け取ったにもかかわらずアシュキールーラ家への支援を継続したために、ムハンマド2世はマリーン朝の君主のアブー・ユースフに支援を求めた。マリーン朝はカスティーリャに対し遠征軍を派遣して成功を収めたものの、マリーン朝がアシュキールーラ家をムハンマド2世と対等の存在として扱ったことでマリーン朝との関係は微妙なものとなった。1279年にムハンマド2世は外交工作を通してアシュキールーラ家の本拠地であったマラガの獲得に成功した。しかしながらナスル朝による一連の外交工作は各勢力からの反発を招く結果となり、ナスル朝は1280年にカスティーリャ、マリーン朝、そしてアシュキールーラ家の三者による同時攻撃に直面することになった。
しかし、アルフォンソ10世と息子のサンチョ（後のサンチョ4世）の間で内紛が発生し、北アフリカ出身者を採用した軍事組織であるアル＝グザート・アル＝ムジャーヒディーンの助力も得たことで危機を回避した。そしてアルフォンソ10世が1284年に死去し、アブー・ユースフも1286年に世を去ったとこで両国からの脅威は収まり、アブー・ユースフの後継者のアブー・ヤアクーブは国内問題の対応に集中した。1288年にはアシュキールーラ家がアブー・ヤアクーブの招きに応じて北アフリカへ向かったことでナスル朝は国内における最大の懸念を取り除いた。1292年にムハンマド2世は攻略後に都市がナスル朝に引き渡されるという条件の下でマリーン朝の統治下にあったタリファに対するカスティーリャの軍事作戦に協力したが、サンチョ4世はタリファの攻略に成功した後も約束を守らずに都市を引き渡さなかった。これを受けてムハンマド2世は再びマリーン朝と協力したものの、1294年のナスル朝とマリーン朝によるタリファ奪還の試みは失敗に終わった。カスティーリャではサンチョ4世が1295年に死去し、幼少のフェルナンド4世が後を継いだ。ナスル朝は王位継承に絡んだカスティーリャの混乱を利用し、カスティーリャに対する軍事行動を起こしてケサーダとアルカウデテを奪うことに成功した。さらにムハンマド2世はアラゴン王国と共同でカスティーリャへの攻撃を計画したものの、作戦の実行を前にして1302年4月に死去した。
ムハンマド2世は30年近くに及んだ治世の間に父親によって建国された国家の基盤を固め、行政と軍事面の改革を実行した。自身の治世中に王室儀典や宮廷書記官などの制度を整備するとともに、北アフリカ出身者を採用した軍隊であるアル＝グザート・アル＝ムジャーヒディーンを組織し、さらに統治体制におけるワズィールの官職の重要性を高めた。また、国境地帯の戦略的に重要な場所に一連の防衛施設の建設を指示した。これはその後の数世紀にわたってナスル朝の国境防衛の基盤を形成した。そしてアルハンブラ宮殿の複合施設を拡張し、対外的にはジェノヴァとピサから来航する貿易業者との交易を拡大させた。ムハンマド2世の通り名となっているアル＝ファキーフは、自身の高い教養と学者や詩人とともに過ごす環境に対するムハンマド2世の嗜好を反映している。

## 初期の経歴
ムハンマド2世として知られるアブー・アブドゥッラー・ムハンマド・ブン・ムハンマドは、ヒジュラ暦633年（西暦1235年/1236年）に当時イベリア半島のアル＝アンダルスの一部であったアルホーナの町を出自とするナスル氏族の下に生まれた。後の時代の歴史家でナスル朝のワズィール（宰相）を務めたイブン・アル＝ハティーブによれば、一族（バヌー・ナスルまたはバヌー・アル＝アフマールとしても知られる）はイスラームの預言者ムハンマドのサハーバ（教友）であったハズラジュ族出身のサアド・ブン・ウバーダの子孫である。サアドの子孫たちはイベリア半島へ移住し、農民としてアルホーナに定住した。ムハンマドには少なくともファラジュ（ヒジュラ暦628年、西暦1230年/1231年生）とユースフという名の二人の兄と、ムウミナとシャムスという名の二人の姉妹がいた。1232年に父親のムハンマド1世がアルホーナで自立し、1244年にアルホーナを失った後はグラナダを中心にイベリア半島南部でかなりの規模を持つ国家に成長した。ナスル朝の名で知られるこの国家はイベリア半島における最後の独立したイスラーム政権となった。ファラジュの死後の1257年にムハンマド1世は息子のユースフとムハンマドを新たな後継者として宣言した。同じ年の8月にはムハンマドに長男のムハンマド（後のムハンマド3世）が生まれ、さらに後にはもう一人の息子のナスルと娘のファーティマも生まれた。ファーティマは後に父親の従兄弟にあたるアブー・サイード・ファラジュと結婚し、その子孫は1314年にナスルが失脚した後に男系の直系子孫に代わってナスル朝の支配者の家系となった。ムハンマドは後継者として戦争や外交を含む国家の諸問題に関与し、父親の治世中のある時期にワズィールを務めた。そして父親の存命中に子孫を残さなかったユースフの死後に唯一の後継者となった。1273年に父親が死去した時点で38歳となっていたムハンマドは、すでに経験豊富な優れた指導者となっていた。

## 治世

### 背景

ナスル朝の領域（緑色と黄色）を表した地図。国境は時間とともに変化し、地図に示す領域はムハンマド2世の治世の特定の時点とは対応していない場合がある。

ナスル朝は北に位置するキリスト教国のカスティーリャ王国と南に位置する現代のモロッコを中心とするイスラーム教国のマリーン朝という二つのより大きな隣国の間に位置していた。カスティーリャの基本方針は、ナスル朝を牽制し、襲撃を阻止するとともに継続的な貢納金の支払いをナスル朝に強要することであった。カスティーリャ王フェルナンド3世（在位：1217年 - 1252年）が定めた貢納金の金額は年間300,000マラべディであり、これはナスル朝の歳入の約半分に相当した。ナスル朝はしばしば支払いを中断したものの、カスティーリャにとっては重要な収入源であった。一方、マリーン朝は先行したムラービト朝とムワッヒド朝の先例に倣い、イスラーム教徒としての義務を果たし、自らの正統性を高める手段として、イベリア半島のイスラーム教徒の保護とキリスト教勢力の拡大、いわゆる「レコンキスタ」に対するジハード（聖戦）に参入した。ムハンマド2世の治世となる頃のナスル朝の主要な目標は、勢力の均衡を保って双方の勢力からの独立を維持するとともに両者の同盟の成立を防ぎ、カスティーリャとの国境の町とアルヘシラス、タリファ、ジブラルタルなどのジブラルタル海峡の港湾都市を支配することにあった。現代の歴史家が「海峡の戦い」（Batalla del Estrecho）と呼ぶ北アフリカとの往来を制御するこれらの戦略的に重要な港の支配をめぐる争いは14世紀の中頃まで続いた。
ナスル朝はこれらの二つの外国勢力に加え、当初ナスル朝と同盟を結び、その軍事力によって王朝の成立に貢献したもう一つのアルホーナの氏族であるアシュキールーラ家からの挑戦も受けた。アシュキールーラ家は早ければ1266年にムハンマド1世に対する反抗を始め、ナスル朝を牽制したいと考えていたアルフォンソ10世（在位：1252年 - 1284年）統治下のカスティーリャから支援を受けていた。アルフォンソ10世はアシュキールーラ家を支援するためにヌーニョ・ゴンサレス・デ・ララが率いる部隊を派遣したが、このカスティーリャの貴族はアルフォンソ10世に対して不満を抱いていた。結局ヌーニョ・ゴンサレスは王に対して反旗を翻し、ムハンマド1世によってナスル朝に迎え入れられた。ムハンマド2世の治世が始まった頃のアシュキールーラ家の支配地には、東部のグアディクスに加え、グラナダに次ぐナスル朝で2番目に大きな都市で重要な地中海に面する港湾都市であるマラガが含まれていた。

### 即位とアルフォンソ10世との交渉

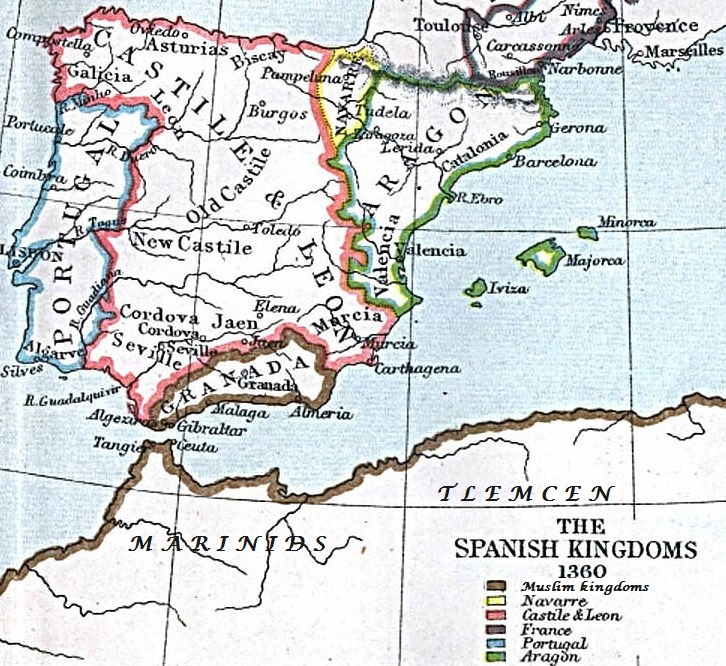
1360年時点のイベリア半島の勢力図。南部の茶色の部分がナスル朝。

1273年1月22日にムハンマド1世は落馬した際の負傷が原因となって死去した。そして息子のムハンマドがムハンマド2世として君主の地位を継承した。ムハンマド2世は既に後継者として指名されていたために権力の移行は円滑に進んだ。そしてムハンマド2世が最優先に取り組まなければならなかった課題は、父親と同盟を結びナスル朝の領内に迎え入れられていたカスティーリャの反乱勢力とアシュキールーラ家の反乱に対処することであった。ヌーニョ・ゴンサレスが率いるカスティーリャの反乱勢力はカスティーリャとアシュキールーラ家の双方への牽制に役立っていたが、ムハンマド2世の即位後に両者が互いに支援を失うことを恐れたために協力関係が弱まっていた。一方でアルフォンソ10世は反乱勢力の一部と和解することに関心を示していた。
その後、ムハンマド2世はカスティーリャとの同盟を確保できればカスティーリャの反乱勢力による支援を失うことを恐れる必要はなくなると考え、アルフォンソ10世との交渉を開始した。1273年の後半にムハンマド2世とカスティーリャの反乱軍の一部の指導者たちがセビーリャのアルフォンソ10世の宮廷を訪れ、そこで両者は名誉をもって歓迎を受けた。アルフォンソ10世はムハンマド2世が自分の臣下となり、毎年300,000マラべディの貢納金を支払うという条件と引き換えにアシュキールーラ家への支援を打ち切り、ムハンマド2世もカスティーリャの反乱勢力との協力関係を解消するというナスル朝の提案に同意した。しかしながら、一旦貢納金の支払いが行われるとアルフォンソ10世はこの時の取引の一部を反故にし、アシュキールーラ家への支援を継続してムハンマド2世に停戦を受け入れるように圧力をかけた。

### カスティーリャに対するマリーン朝の遠征

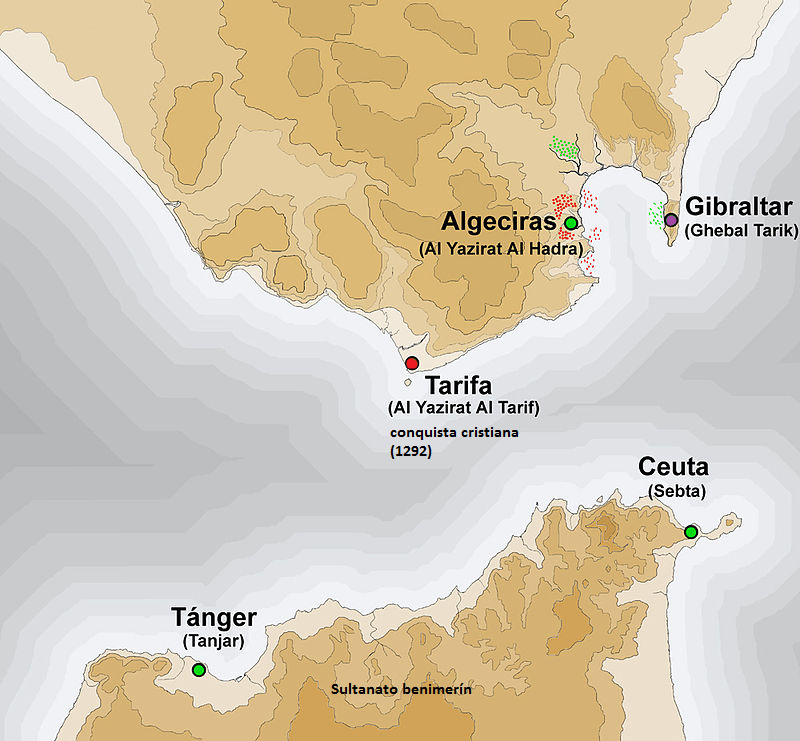
北アフリカとイベリア半島の間の往来を統制していたジブラルタル海峡の主要な港の位置を示した地図。1292年の時点で各勢力が支配していた都市：カスティーリャ王国 (赤)、ナスル朝 (紫)、マリーン朝 (緑)。

アルフォンソ10世に失望したムハンマド2世はアブー・ユースフ・ヤアクーブ（在位：1259年 - 1286年）が統治するマリーン朝に支援を求めた。一方でアルフォンソ10世はローマ教皇グレゴリウス10世（在位：1271年 - 1276年）と会うために国を不在にし、その間国内に王太子で摂政のフェルナンド・デ・ラ・セルダを残した。ムハンマド2世は使節をマリーン朝の宮廷へ派遣した。アブー・ユースフは1245年以来イベリア半島でキリスト教徒と戦うことに関心を示していたが、今やかつてのムワッヒド朝の首都であるマラケシュの支配権を獲得し、モロッコの大部分を統一していたためにこの関心を実行に移すだけの力と機会を有していた。1275年4月にアブー・ユースフは息子のアブー・ザイヤーン・マンディールの指揮の下で5,000人の騎兵を含む軍隊を動員した。3か月後にアブー・ザイヤーンはジブラルタル海峡を渡り、タリファに上陸して都市を占領した。その後すぐにアルヘシラスの総督がナスル朝から離反し、都市をアブー・ザイヤーンに譲り渡した。アブー・ザイヤーンはタリファとアルヘシラスの間に海岸堡を築き、ヘレスに至るまでのカスティーリャの領土への襲撃を開始した。同じ頃の1275年6月にムハンマド2世はマラガのアシュキールーラ家を攻撃したが撃退された。一方でフェルナンド・デ・ラ・セルダがイスラーム教徒の軍隊と対決するために進軍したものの、1275年7月25日にシウダー・レアルで死去し、カスティーリャの指導力は不安定な状態となった。
海岸堡が築かれ、カスティーリャ領内の敵情の把握が進んだことを受けて、アブー・ユースフは自身の近衛部隊、大臣、役人、そして北アフリカの宗教指導者を含むより多くの部隊を送り込んだ。アブー・ユースフ自身は1275年8月17日にイベリア半島へ渡った。その後、アブー・ユースフは軍隊を引き連れてアブー・ユースフの下に加わっていたアシュキールーラ家の指導者のアブー・ムハンマドとナスル朝のムハンマド2世の両者に面会した。マリーン朝はナスル朝とアシュキールーラ家を対等に扱い、ムハンマド2世は反抗的な存在と対等であると見なされたことに気分を害して3日後に軍を去った。しかし、ナスル朝の部隊はそのまま現地に留まった。1275年9月にイスラーム教徒の軍隊はエシハの戦いでカスティーリャ軍に大勝を収めた。そしてアルフォンソ10世と和解し、カスティーリャ側で戦っていたヌーニョ・ゴンサレスが戦死した。マリーン朝の年代記によれば、アシュキールーラ家はこの勝利に大きく貢献し、その指導者たちが参戦していたが、ナスル朝の部隊はほとんど貢献せず、ムハンマド2世自身はグラナダに留まっていた。
アブー・ザイヤーンはアルヘシラスで勝利を祝い、ヌーニョ・ゴンサレスの首をグラナダへ送った。これは恐らくこの種の慈悲のない行為を忌み嫌い、かつての同盟者を尊重するか助力さえしていた可能性もあるムハンマド2世を不快にさせた。ムハンマド2世は首を麝香と樟脳で防腐処理し、胴体とともに丁重に納棺してカスティーリャへ送った。マリーン朝の史料はこれを「（アルフォンソの）友情を得ようとする」ムハンマド2世の試みとして描写している。この時点でマリーン朝はアシュキールーラ家とより友好的な関係を築き、ムハンマド2世に対してはあまり同情を示さなくなった。
誰がムハンマドの信仰を救うために強い決意で魂の浄化を望んでいますか？
それとも神が決して崇拝されることのない敵の地の住民たちを得意にさせますか？
そしてあなたはイスラーム教徒の地に恥辱を与えますか？ 三位一体を信じる者や唯一の神の信者たちを迫害する者による侮辱に耐えますか？
この地のモスクは教会になってしまった！ 悲しみを打ち砕かれ、無関心になってはなりません！
ミナレットの上には司祭と鐘、モスクにはワインと豚肉！
ああ！ 頭を垂れ（ルクーゥ）、起き上がり、そして平伏す（サジダ）敬虔な人々の祈りはもはや聞こえません。
代わりに人生で真の信仰を告白することは決してない、傲慢さに満ち、堕落した者たちの群れが見えます。
その後、マリーン朝がタリファ沖での海戦に敗れると、モロッコとの往来が遮断されることを警戒していたアブー・ユースフは帰国を決断した。そしてアブー・ユースフ、ムハンマド2世、そしてカスティーリャの三者は1275年12月下旬もしくは1276年1月上旬に2年間の停戦に合意した。アブー・ユースフが去る前にムハンマド2世の書記官であるアブー・ウマル・ブン・ムラービトが、カスティーリャの力に対する恐れを表現し、マリーン朝による継続的な支援を訴える詩を書いた（枠内参照）。アブー・ユースフはイベリア半島を離れ、1月19日にクサル・エッ＝セギールに上陸した。
アブー・ユースフとマリーン朝の軍隊は1277年6月にイベリア半島へ戻った。当初マリーン朝はアシュキールーラ家の協力を得てムハンマド2世とナスル朝の軍隊に頼ることなく軍事行動を展開した。マリーン朝軍は8月2日にセビーリャの郊外でカスティーリャ軍を打ち破り、グアダルキビル川沿いのいくつかの城を占領した後、8月29日にアルヘシラスへ撤退した。アブー・ユースフは10月30日に再び進軍し、今度はアルチドーナ付近でムハンマド2世が加勢した。両者の軍勢はベナメヒの城を奪い、コルドバを包囲して周辺の町を略奪した。そしてアルフォンソ10世か戦争の影響を受けた都市のいずれかが和平を訴え、ムハンマド2世とアブー・ユースフはこれを受け入れた。アブー・ユースフは11月28日にアルヘシラスへ撤退し、1278年2月24日に停戦条約を締結して5月にモロッコへ戻った。マリーン朝は戦場で勝利を収め、イスラーム教徒の軍隊が多数の町を略奪したにもかかわらず、大規模な居住地を占領してキリスト教徒の領土を恒久的に併合することには失敗した。それでもなお、ジブラルタル海峡に面するタリファとアルヘシラスの港はイベリア半島における前線基地としてマリーン朝の手に残った。

### 1280年までの外交戦略
アブー・ユースフの二度目のイベリア半島への遠征中にアシュキールーラ家は自身の勢力の中心地であったマラガを新たな同盟者であるマリーン朝に譲り渡した。この行動はナスル朝に対して都市を防衛することができないのではないかというアシュキールーラ家の恐れが動機となっていた。マリーン朝は1278年2月中旬にマラガを占領し、アブー・ユースフは叔父のウマル・ブン・ヤフヤーを総督に任命した。ムハンマド2世はこの自国の領域におけるマリーン朝の侵入に警戒を募らせた。これは当初のキリスト教勢力に対する軍事介入後にアル＝アンダルスを併合したかつての北アフリカのイスラーム王朝であるムラービト朝とムワッヒド朝の行動を彷彿とさせるものであった。このような状況に対し、ムハンマド2世はカスティーリャに対してイベリア半島のマリーン朝の軍事拠点であるアルヘシラスへの攻撃を働きかけ、同様にトレムセンの支配者のヤグムラーサン・ブン・ザイヤーンに対して北アフリカのマリーン朝の領土への攻撃を働きかけた。
攻撃を受け、戦線が過剰に拡大したことでアブー・ユースフは1279年1月31日にマラガから撤退し、都市をムハンマド2世に明け渡した。この撤退はナスル朝がウマル・ブン・ヤフヤーに賄賂としてサロブレーニャの城と50,000ディナールの金貨を与えた結果によるものだったとも言われている。ムハンマド2世は自身の従兄弟であり親密な相談相手であったアブー・サイード・ファラジュをマラガの総督に任命した。マラガを手に入れたナスル朝はカスティーリャによるアルヘシラスへの包囲戦では防御側のマリーン朝に付いて加勢したが、これは恐らく包囲されたイスラーム教徒が市内で苦しんでいる状況にムハンマド2世が後ろめたさを感じていたことが動機となっていた。マリーン朝とナスル朝の連合軍は1279年にカスティーリャの包囲軍を破ったが、カスティーリャの史料の記述からはこの時点ではナスル朝の関与に気づいていなかったとみられ、カスティーリャではもっぱらマリーン朝の手によって敗北したと考えられていた。

### カスティーリャとマリーン朝に対する両面戦争

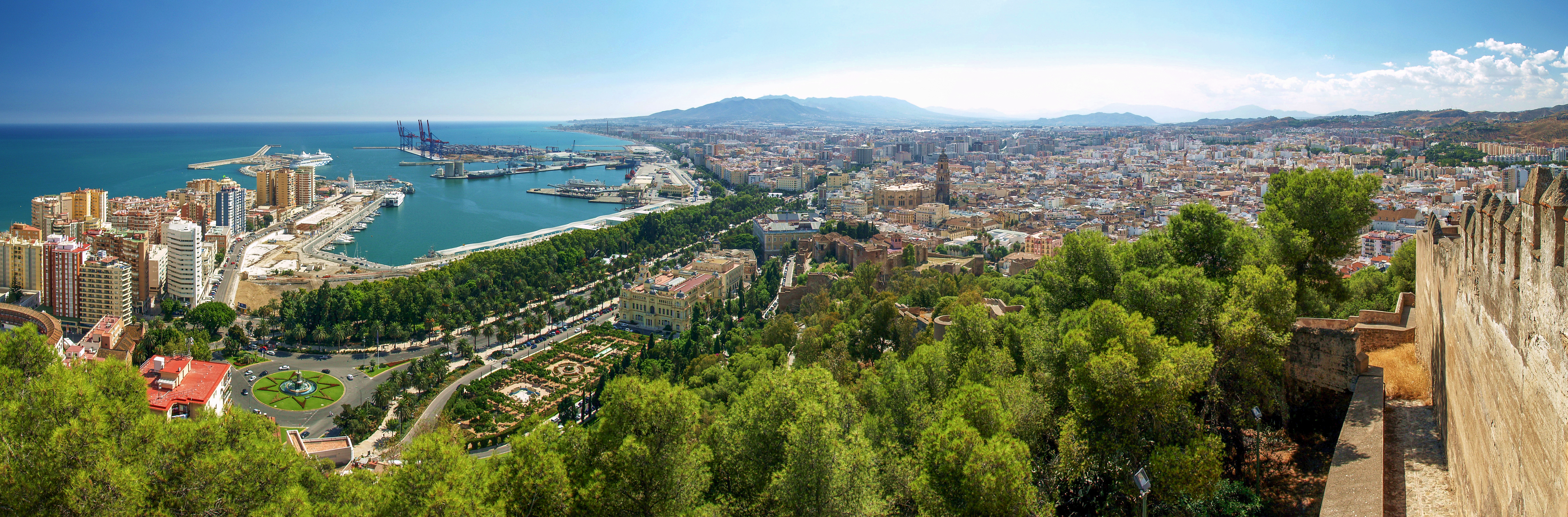
ヒブラルファロから眺める現代のマラガの街並み。

しかしながら、マリーン朝のマラガの喪失とカスティーリャによるアルヘシラスの攻略の妨害につながったこれらのナスル朝の策略は、結果として双方の勢力から怒りを買うことになり、両者は1280年にアシュキールーラ家と共にナスル朝を攻撃した。マリーン朝とアシュキールーラ家はマラガに向けて進軍したが、南部のマルベーリャ一帯の攻略は失敗に終わった。一方のカスティーリャは北から攻撃を加え、アルフォンソ10世の息子であるインファンテ（王子）のサンチョ（後のサンチョ4世）が軍隊を率いたものの、イブン・ムハッリーとターシュフィーン・ブン・ムウティーに率いられた北アフリカ出身者から成るアル＝グザート・アル＝ムジャーヒディーンによって侵攻を阻止された。アル＝グザート・アル＝ムジャーヒディーンは主に一族や部族の単位で北アフリカから移住してきた政治亡命者によって構成されたナスル朝の軍事組織であった。この軍隊はナスル朝が兵士の出身地であるマリーン朝とも戦争行為に及んでいたにもかかわらず、ナスル朝をカスティーリャから防衛するために戦った。6月23日にナスル朝の部隊はモクリンで大規模なカスティーリャ軍を迎撃した。翌1281年6月にはサンチョに加えてインファンテのペドロとともにアルフォンソ10世が自ら軍隊を率いて再びナスル朝へ侵攻した。カスティーリャ軍は6月25日にグラナダの城壁から近い場所でムハンマド2世の軍隊を破ったが、その後のいくつかの交渉が失敗に終わったことでカスティーリャ軍はグラナダから撤退した。
1281年の終わりにアルフォンソ10世はさらなる交渉のためにサンチョをグラナダへ派遣し、ムハンマド2世はカスティーリャへの臣従を再開することに同意した。しかし、アルフォンソ10世はサンチョが信用を裏切る行為を犯し、ムハンマド2世の貢納を横領したとして非難した。その結果、王と息子の間に亀裂が生じ、ナスル朝に対するカスティーリャの脅威は弱まった。結局アルフォンソ10世はサンチョに対抗するためにアブー・ユースフに支援を求め、両者はカスティーリャのサンチョの支持者に対して共同で行動を起こした。その一方でムハンマド2世は1282年の後半にプリエゴでサンチョと同盟を結んだ。しかし、1283年の終わりにアブー・ユースフがマラガを攻撃したことでムハンマド2世は和平を求めざるを得なくなった。アブー・ユースフの息子のアブー・ヤアクーブ・ユースフが和平を仲介し、両者は和睦するとともに共同でキリスト教勢力を攻撃することに合意した。
アルフォンソ10世は1284年に死去し、王位はサンチョ（サンチョ4世、在位：1284年 - 1295年）に引き継がれた。ナスル朝に対して友好的であったサンチョ4世はカスティーリャの軍隊を撤退させた。そしてムハンマド2世はサンチョ4世への臣従を宣言した。マリーン朝では1286年にアブー・ユースフが死去し、息子のアブー・ヤアクーブ・ユースフ（在位：1286年 - 1307年）が君主の地位を継承した。アブー・ヤアクーブは治世の初期に内政の問題へより関心を集中させたために、イベリア半島における軍事作戦を取り止めて軍隊を撤収させた。1288年にはアブー・ヤアクーブが北アフリカにアシュキールーラ家のための土地を用意し、アシュキールーラ家はこの提供を受け入れてナスル朝の領内から一斉に移住した。

### タリファへの軍事行動

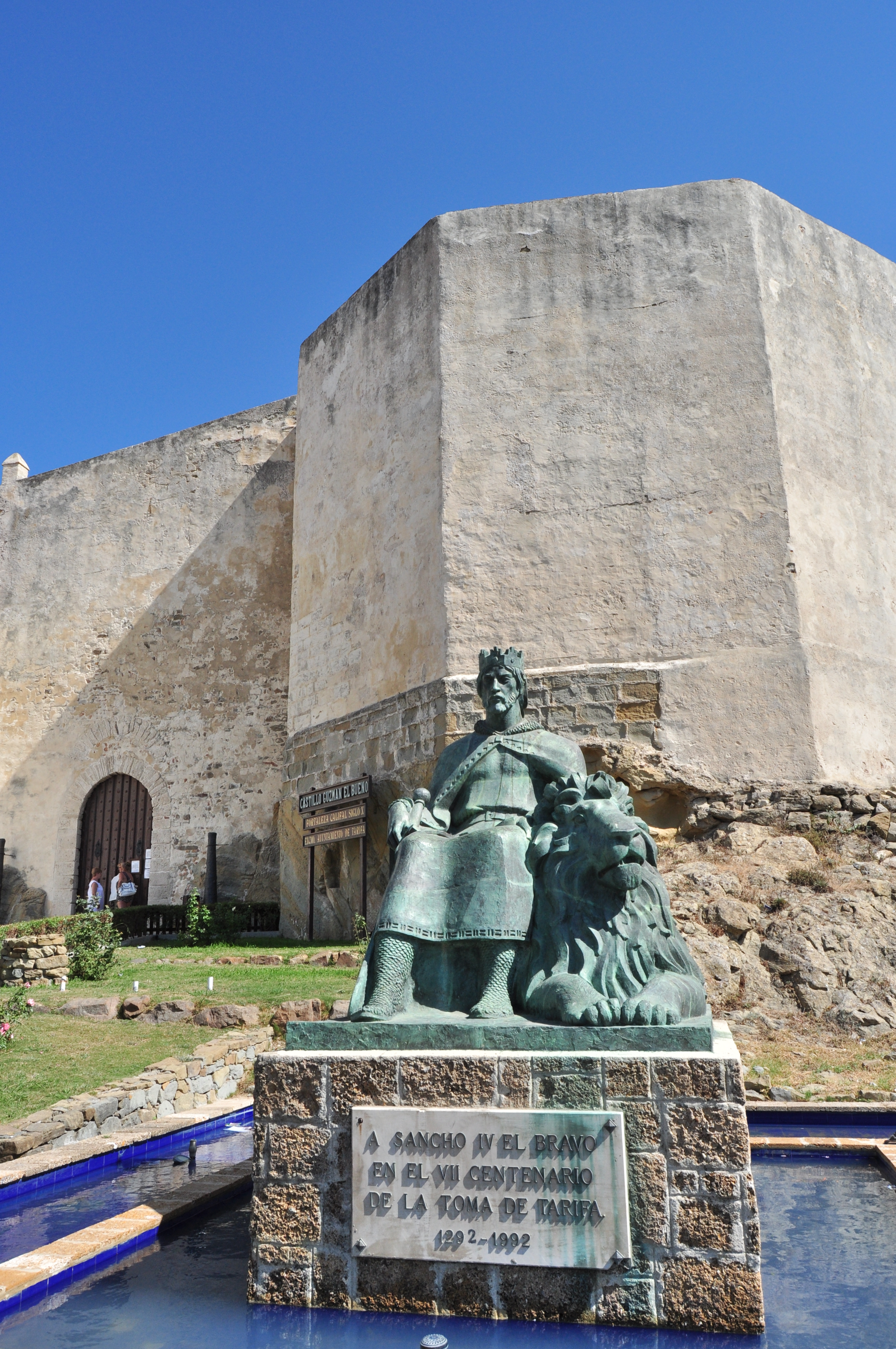
ムハンマド2世はマリーン朝の支配下にあったタリファに対するサンチョ4世の攻略に手を貸したが、サンチョ4世は約束に従って町をナスル朝へ譲ることを拒否した。写真はタリファの占領を記念した町の城壁の外に建つサンチョ4世の銅像。

マリーン朝はその後もジブラルタル海峡の重要な港湾都市であるタリファを含むイベリア半島における前線基地を維持し続けていた。その一方でムハンマド2世は1290年にサンチョ4世とトレムセン（ザイヤーン朝）の統治者との間で協定を結び、カスティーリャがタリファを攻撃し、ナスル朝がその他のマリーン朝の占領地を攻撃し、さらにザイヤーン朝が北アフリカのマリーン朝の領土に対する攻撃へ乗り出すことになった。この時に結ばれた協定によれば、カスティーリャは6つの国境の要塞との交換条件で攻略後のタリファをナスル朝へ引き渡すことになっていた。1291年の11月と12月にはアラゴン王ジャウマ2世（在位：1291年 - 1327年）がサンチョ4世と会い、マリーン朝に対する戦争に協力することで合意した。
1292年10月にカスティーリャはアラゴンの海軍とナスル朝から支援を受けてタリファを攻略することに成功した。しかしながら、カスティーリャは合意に基づいてナスル朝から6つの国境の要塞を手に入れたにもかかわらず、ナスル朝へのタリファの割譲を拒否し、12月にムハンマド2世がコルドバでサンチョ4世と会って以降も状況は変わらなかった。騙されたと感じたムハンマド2世はマリーン朝へ寝返った。そして北アフリカへ向かい、1293年10月24日にタンジェでアブー・ヤアクーブと面会し、数多くの贈り物を持参して友好関係と許しを求めた。そして両者はカスティーリャに対抗する同盟を結ぶことで合意した。しかし、1294年のマリーン朝とナスル朝によるタリファへの包囲攻撃は失敗に終わり、その後タリファは二度とイスラーム教徒の手に渡ることはなかった。この軍事作戦の失敗の後、マリーン朝は北アフリカへの撤退を決めた。その後ナスル朝はアルヘシラスや地元住民の抵抗を退けたロンダを含むかつての前線であった都市の支配を回復した。

### 晩年と死
カスティーリャでは1295年にサンチョ4世が死去し、9歳の息子のフェルナンド4世（在位：1295年 - 1312年）が後継者となった。そして未成年の間は王の叔父にあたるインファンテで摂政のエンリケ・デ・カスティーリャが国を統治した。一方でフェルナンド4世の従兄弟にあたるアルフォンソ・デ・ラ・セルダがアラゴン王ジャウマ2世の支持を得て対立する王位を主張した。ムハンマド2世はこの状況を利用してカスティーリャへの攻撃に乗り出した。1295年後半にはケサーダを占領し、イスナジョスの戦いでカスティーリャ軍を敗走させた。また、フェルナンド4世はアラゴンとポルトガル王ディニス1世（在位：1279年 - 1325年）、さらには叔父であるインファンテのフアン・デ・カスティーリャからも攻撃を受けた。1296年にナスル朝とアラゴンは友好条約を結び、アラゴンがムルシア、ナスル朝がアンダルシアを手にするという目標を互いに分け合うことで合意した。1296年6月にはエンリケ・デ・カスティーリャがタリファを引き渡す提案をしてムハンマド2世に和平交渉を持ちかけたが、タリファの司令官であるアルフォンソ・ペレス・デ・グスマンがそのような命令を受けたとしても町は引き渡さないと宣言したことで交渉は頓挫した。その年の終わりにナスル朝軍がアルホーナ近郊でエンリケ・デ・カスティーリャを破り、エンリケは危うく捕えかけられた。ナスル朝軍はエンリケの馬を捕らえたが、ムハンマド2世は騎士道精神を見せ、馬を返還するように命じた。

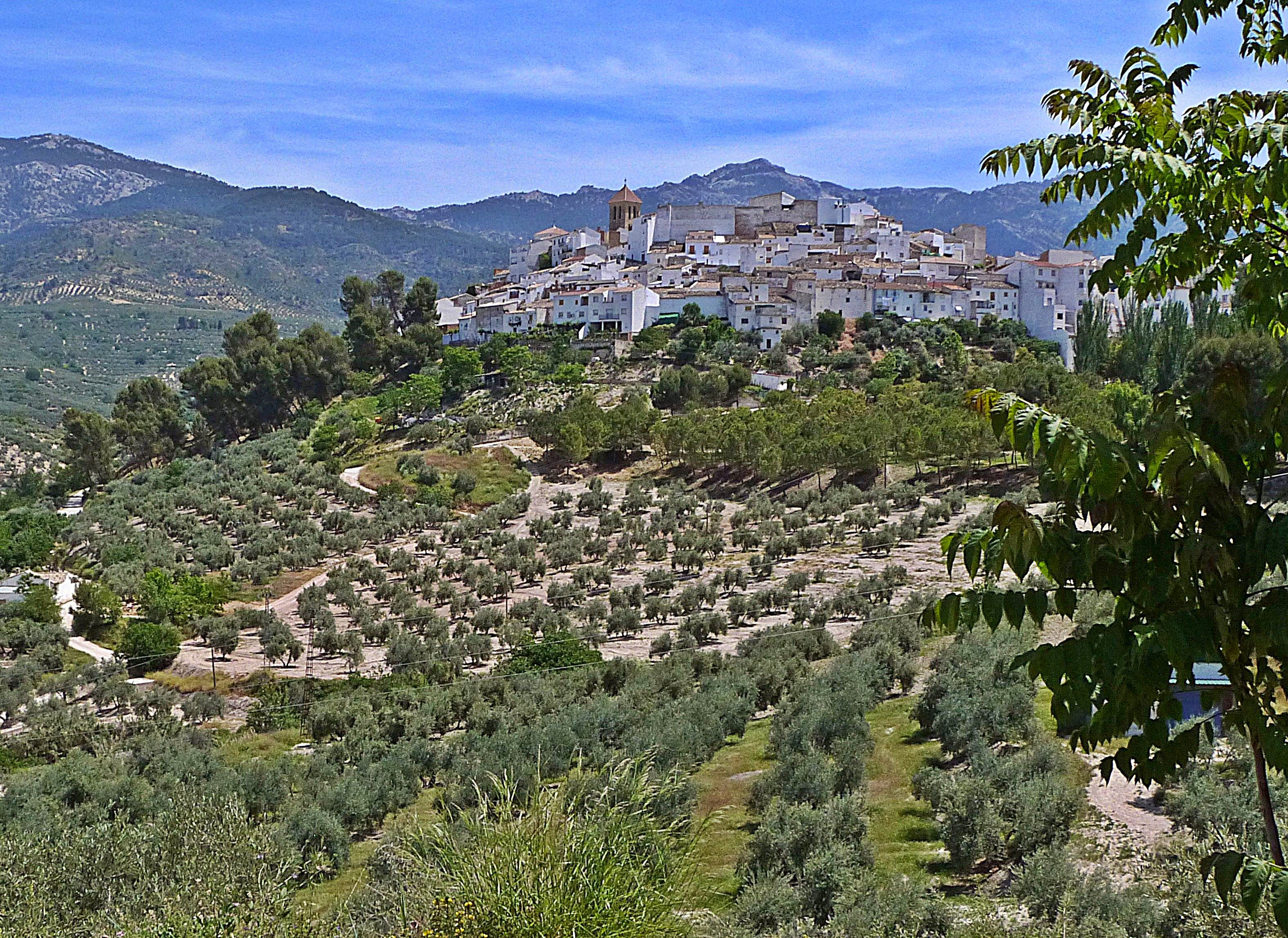
1295年に占領に成功し、ムハンマド2世の治世中にナスル朝が獲得した領土の一つとなったケサーダ。

マリーン朝はナスル朝を支援するために参戦し、1299年5月もしくは6月にセビーリャ近郊で起こった大規模な戦闘でカスティーリャ軍を破った。その後マリーン朝の軍隊はタリファを包囲した。カスティーリャはナスル朝に対して同盟を結ぶことと引き換えにタリファを譲渡すると再度提案したが、アルフォンソ・ペレス・デ・グスマンが従うことを拒否したために再び破談に終わった。戦争は続き、ムハンマド2世は1299年6月にアルカウデテを含むさらなる国境地帯の要塞を占領してハエンやアンドゥハルを含むカスティーリャの都市を襲撃した。1301年4月にムハンマド2世とジャウマ2世は同盟関係を更新したが、ジャウマ2世は包囲されたタリファのキリスト教徒に対して密かに支援物資を送った。同年9月6日にはローマ教皇ボニファティウス8世（在位：1294年 - 1303年）がフェルナンド4世をカスティーリャの正統な王であると宣言し、キリスト教徒の敵対勢力の正当性と決意を揺るがした。そして同年9月にナスル朝とアラゴンはサラゴサで再び同盟関係を更新した。両者はカスティーリャに対する新たな攻撃を計画し、主にナスル朝がタリファを奪回していくつかの国境の町を確保するという合意を結んで戦争の目標に対する足並みを揃えた。この合意は1302年1月に批准され、その後アルフォンソ・デ・ラ・セルダも同盟に加わり、タリファに対するムハンマド2世の権利を承認した。しかし、ムハンマド2世は軍事行動を起こす前の1302年4月8日（ヒジュラ暦701年シャアバーン月8日）に恐らく眼病（Šaraq）が原因となって死去した。その後、息子のムハンマド3世が後継者となったものの、当時は権力の継承を待つことができずに父親を毒殺したのではないかという噂が存在した。しかし、ムハンマド2世の毒殺を裏付ける証拠は見つかっていない。

## 統治政策と遺産

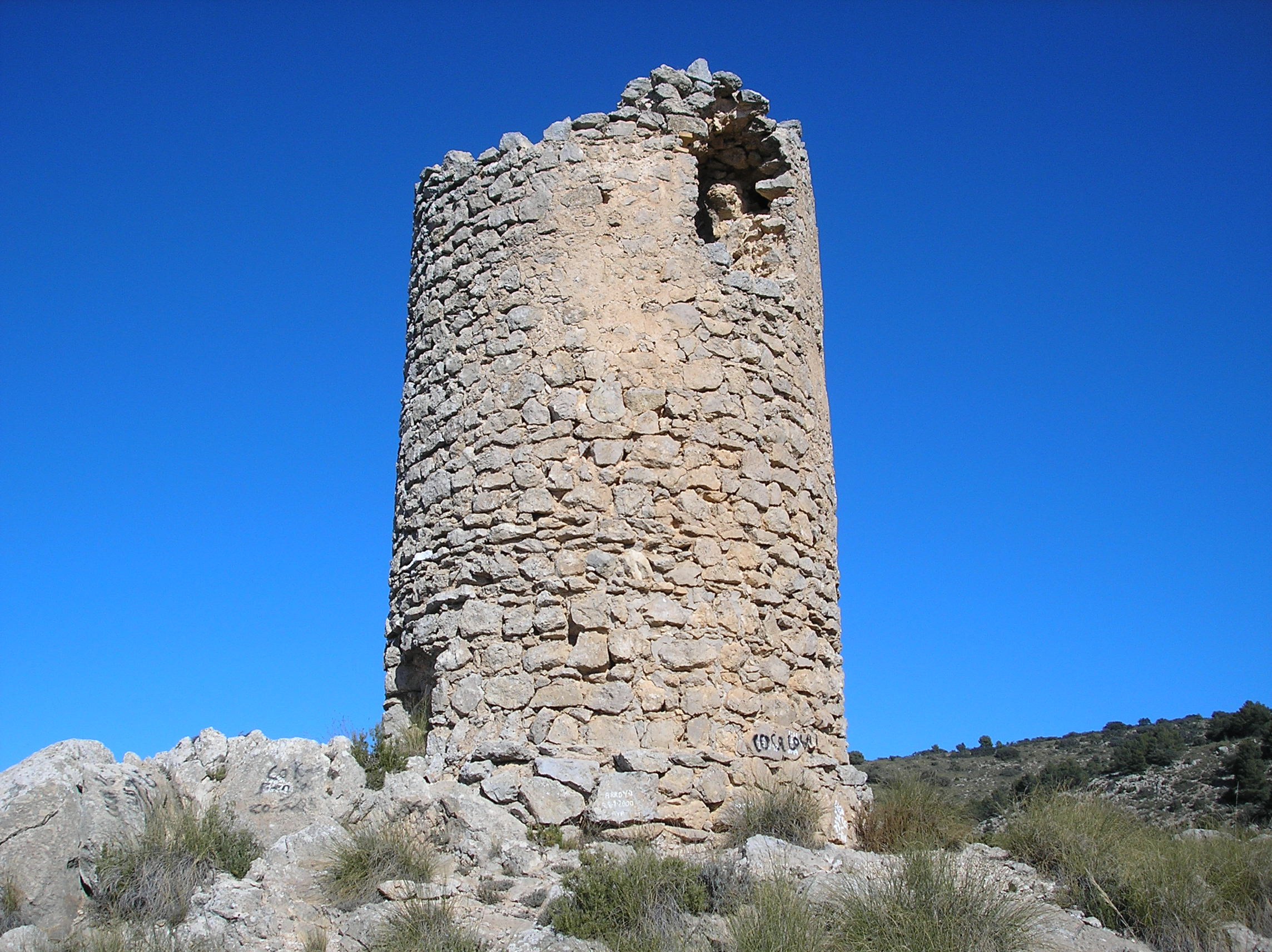
ナスル朝時代に築かれたウエスカルの監視塔。ムハンマド2世は領内の国境地帯に一連の防衛施設を建設した。

ムハンマド2世は父親によって築かれた初期の国家を着実に強化し、他の勢力、特にカスティーリャとマリーン朝との間で交互に同盟を結び、時には両者が互いに戦うように仕向けることによって領土の独立を守り続けた。そして宗教（イスラーム教）、言語（アラビア語）、さらにはロマンス語を話すキリスト教徒の隣人から生き残る上で絶えず存在する脅威を自覚することによって団結し、国家が支配する領域に一体感が生まれた。歴史家のイブン・ハルドゥーンは、これらの結びつきはアサビーヤ、ないしは国家の興亡の基本を成すと考えていた部族の連帯に代わる役目を果たしたと述べている。
ムハンマド2世は行政と軍事制度の改革を推進したナスル朝の真の組織者であった。かなりの量に及ぶムハンマド2世の立法関連の活動には、ナスル朝の王室儀典（rusūmal-mulk）とアブー・アブドゥッラー・ブン・アル＝ハキーム（ムハンマド3世の治世にはワズィールとなった）が長官を務めた宮廷書記官（al-kitāba）の制度の確立が含まれている。また、キリスト教徒からナスル朝を防衛するために北アフリカ出身者を採用して構成された軍事集団であるアル＝グザート・アル＝ムジャーヒディーンの組織の拡大と制度化をみた。この軍事集団はマリーン朝から追放された一族や部族出身の兵士が多数を占めていた。組織の兵士の一部はグラナダの町に定住してセネーテ（ベルベル人のゼナータ族に因んだ名称）の居住区を確立し、他の一部はロンダとその周辺地域を含むナスル朝領内の西部地域に居住した。これらの者たちは国家から報酬を受け取ったが、一方では定住した地域でしばしば地元住民と衝突した。1280年代初頭にナスル朝がマリーン朝と衝突した際にアル＝グザート・アル＝ムジャーヒディーンはナスル朝に忠義を示し続け、同時期にカスティーリャから攻撃を受けた際もナスル朝を防衛した。そして時が経つにつれてナスル朝における最も強力な軍事力を持つ組織となり、ムハンマド2世の治世の終わりには10,000人を擁し、ナスル朝の領内から徴兵された軍隊を凌駕した。アル＝グザート・アル＝ムジャーヒディーンの長官であるシャイフ・アル＝グザートはナスル朝の政治において影響力のある地位を保持した。ムハンマド2世は自身の治世の異なる時期に、アリー・ブン・アビー・イヤード・アブドゥルハック、ターシュフィーン・ブン・ムウティー、アブドゥルハック・ブン・ラッフ、そしてイブラーヒーム・ブン・ヤフヤーを含む複数の人物をシャイフ・アル＝グザートに任命した。
領土面においてムハンマド2世はケサーダやアルカウデテを含むハエン王国（カスティーリャ連合王国を構成する一王国）内のいくつかの拠点を手に入れ、ナスル朝の領域をより強固なものにした。一方では最終的にカスティーリャへ奪われる形でタリファを失い、それ以降タリファは二度とイスラーム教徒の手に戻ることはなかった。アシュキールーラ家による内部の脅威は取り除かれ、ムハンマド2世は繰り返されたマリーン朝の攻撃をうまく退けただけでなく、アル＝アンダルスにおけるマリーン朝の領土を奪うことにも成功した。さらに領土の防衛のために大規模な防衛施設群の建設計画を主導し、東西にわって戦略的な場所に配置された十分な数に及ぶ一連の施設群を建設した。これらの防衛施設はその後の数世紀にわたってナスル朝の国境防衛の基盤を形成した。さらにアルカウデテの堀（khandaq）の建設の際には自ら指揮に当たった。また、ムハンマド2世が建設した防衛施設は世襲の領主ではなく宮廷によって任命と交代が行われる軍事総督（qa'id）によって管理されていたため、王権の強化にも役立った。これらは大抵において山岳部などの到達が困難な場所に存在し、大きな犠牲を要する包囲戦によってのみ征服するか破壊することが可能であった。

ムハンマド2世は治世中に大部分が要塞から成っていたアルハンブラ宮殿を徐々に王宮の複合施設へと変えていった。

ムハンマド2世はナスル朝におけるワズィール（宰相）の重要性を高めた。ムハンマド2世にとって信頼のおける協力者となったアブー・スルターン・アズィーズ・ブン・アリー・ブン・アル＝ムニイム・アル＝ダーニーがその長い治世における唯一のワズィールであった。アブー・スルターン・アズィーズはマリーン朝に対するムハンマド2世の大使を務め、いくつかの軍事作戦を指揮し、数多くの王室の文書に共同で署名した。また、ムハンマド2世はアルハンブラ宮殿を拡張し、主に父親によって建設された要塞とその関連施設が大部分を占めていた場所に徐々に宮殿を建設していった。父親が手掛けていた王族用の領域を囲む壁や多数の居住用の建物、さらには浴場の建設を進めた。初期のナスル朝におけるアルハンブラ宮殿の各部分の建築年代は後のイスラーム教徒もしくはキリスト教徒の支配者たちによる変更や修復が加えられたために必ずしも明確ではないものの、ムハンマド2世が今日のサン・フランシスコ修道院の元となる宮殿とヘネラリフェのダール・アル＝マムラカ・アル＝サイーダの原型となる建物を建設したことは確実とみられている。同様にムハンマド2世は貴婦人の塔（Torre de las Damas、息子のムハンマド3世によって建てられた今日のパルタル宮に位置する）と、くちばしの塔（Torre de los Picos）を建設した。
対外的にはムハンマド2世はキリスト教世界のヨーロッパ、特にジェノヴァとピサから訪れるイタリアの貿易業者との交易の拡大を追求した。1279年4月18日にはジェノヴァの大使と条約を締結し、ジェノヴァと同盟を結んでいない他のイスラーム勢力との対立が起きた際にナスル朝に船舶を供給する見返りに、6.5％という特に低い税率でナスル朝の産品を輸出し、領内に商館を設置する権利を与えた。
ムハンマド2世は、文字通り「イスラーム法学者」を意味するアル＝ファキーフの通り名によって知られているものの、この言葉は「賢者」としても理解でき、自身の教育水準の高さだけではなく、学者や詩人とともに過ごす環境へのムハンマド2世の好みも反映している。同時代に生きたカスティーリャ王アルフォンソ10世と同様に、ムハンマド2世は詩を書き（イブン・アル＝ハティーブによれば相当な水準の詩人であった）、宮廷において数多くの文化活動を促進した。また、学識のある人々、特にキリスト教徒によって征服された地域からイスラーム教徒の科学者を招くことでアルフォンソ10世に対抗した。ムハンマド2世が宮廷に迎え入れた人物の中には数学者で医師のムハンマド・アッ＝リクーティーや天文学者で数学者のイブン・アッ＝ラッカーム（アルフォンソ10世から改宗してキリスト教徒の領内に留まるのであれば多額の報酬を与えると持ちかけられていたにもかかわらずグラナダへ移住した）がいた。スペインの歴史家のアナ・イサベル・カラスコ・マンチャドは次のように記している。「アル＝ファキーフはアンダルシアの統治者の中では珍しい通り名である。これはファキーフの活動と重なり合う知的活動の実践と信仰、さらには公正さと法的規範とのつながりを通してファキーフへの賛意を表したムハンマドの政治的人格を強調している」。